# Darwinius masillae
Genre
Espèce
Darwinius masillae est une espèce éteinte de primates appartenant à l'infra-ordre éteint des Adapiformes. Le fossile type a été découvert en 1983 sur le site fossilifère de Messel, en Allemagne, mais son étude n'a été publiée qu'en 2009. L'état exceptionnel du fossile a constitué un jalon majeur dans la connaissance de ce groupe de primates archaïques.

## Historique

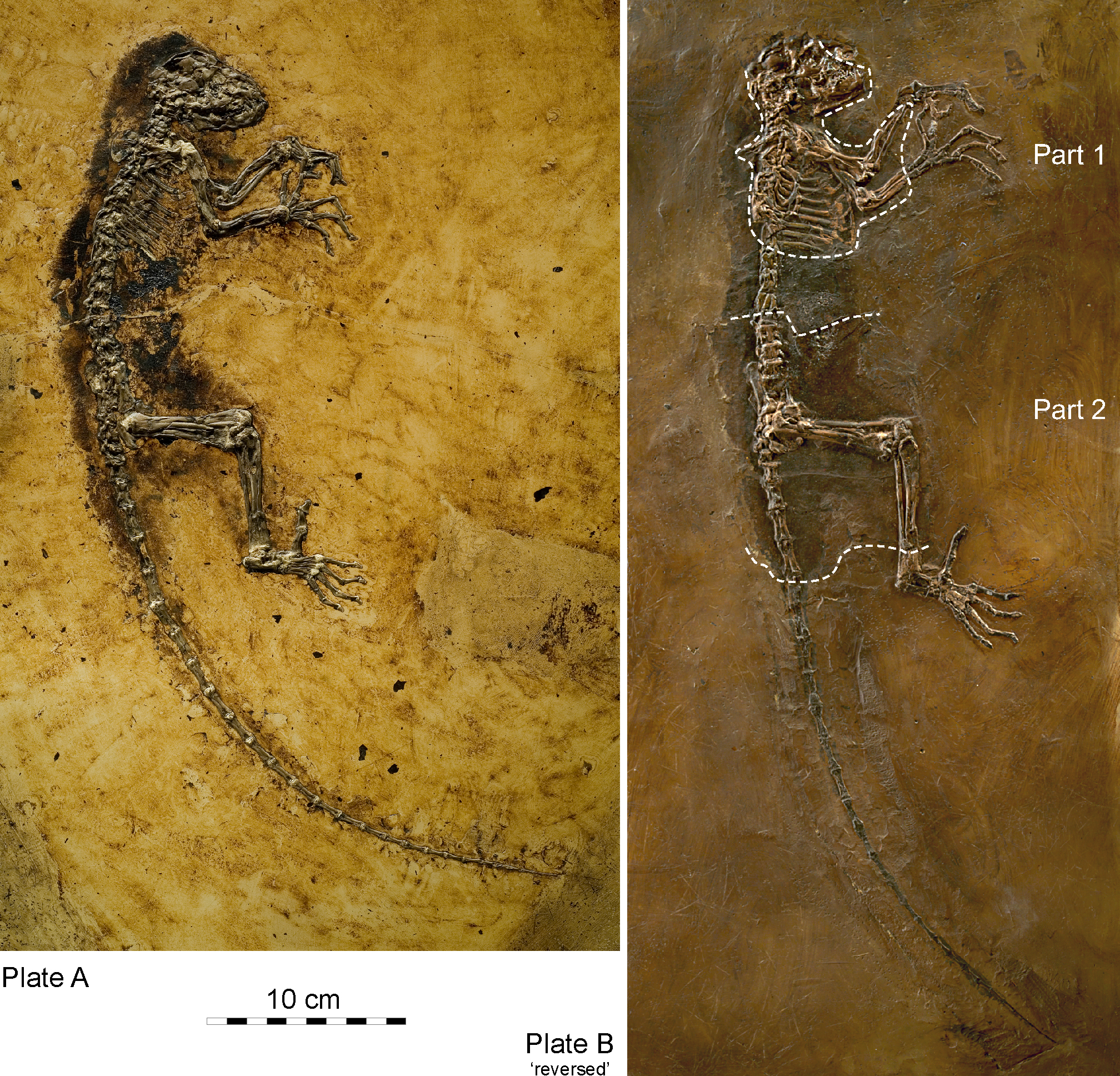
Le fossile Ida avec, à gauche, la plaque la plus complète et, à droite, celle restaurée où seules les parties 1 et 2 sont authentiques.

Le fossile a été découvert en 1983 par des collectionneurs privés qui l'ont séparé en deux pour le vendre. La première plaque, représentant le côté gauche du fossile, est achetée en 1991 pour le compte du Wyoming Dinosaur Center at Thermopolis. Elle est décrite en 1994 et le résultat de cette étude démontre que certaines parties ont été restaurées pour faire apparaître le fossile plus complet qu'il ne l'était. La seconde plaque, représentant le côté droit du fossile, est achetée en 2007 par le Muséum d'histoire naturelle de l'université d'Oslo. Bien plus complète, elle donne à voir les parties qui ont été restaurées sur la première plaque.
Le fossile enfin réuni a été décrit en 2009 par Jens Lorenz Franzen et al. et a donné lieu à la création d'une nouvelle espèce, dénommée Darwinius masillae en hommage à Charles Darwin. Le fossile a été surnommé Ida par les chercheurs qui l'ont décrit. Sa présentation en 2009 au Muséum Senckenberg, à Francfort-sur-le-Main, en Allemagne, a été montée en épingle par les auteurs en tant que prétendu « chaînon manquant » dans l'évolution de la lignée des primates, ce qui s'est finalement révélé sans fondement.
La publication de l'article le 19 mai 2009 dans la revue PLOS One a fait l'objet d'une couverture médiatique significative, avec notamment la diffusion d'un documentaire (The Link – « Le chaînon ») sur la chaine de télévision thématique américaine History, la parution d'un livre du même nom, et la modification du logo de Google pour la journée du 20 mai 2009.

## Description
Ida est une jeune femelle qui serait morte entre 9 et 10 mois et pesait environ 60 % de son poids d'adulte. Le fossile est particulièrement bien conservé : il est possible de distinguer les parties molles, jusqu'au contenu de l’estomac.
Le poids de cette espèce à l'âge adulte est estimé entre 650 et 900 g. Son régime alimentaire était celui d'un folivore.
Comme tous les Primates, Darwinius possède un pouce opposable aux autres doigts, permettant la préhension, et ses doigts sont munis d'ongles et non de griffes. Toutefois, il ne possède pas le peigne dentaire des Strepsirrhiniens plus dérivés que sont les Loris et les Lémuriens.

## Datation
Darwinius masillae vivait en Europe durant l'Éocène moyen, il y a environ 47 millions d'années (Ma).

## Phylogénie
Phylogénie des infra-ordres actuels de primates, d'après Perelman et al. (2011) :
|  | Simiiformes (singes)    |
|  |                         |
|  | Tarsiiformes (tarsiers) |
|  |                         |

|  | Lorisiformes (loris, galagos…)                                                          |
|  |                                                                                         |
|  | \| \| Chiromyiformes (l'aye-aye) \| \| \| \| \| \| Lemuriformes (lémuriens) \| \| \| \| |
|  |                                                                                         |
|  | Chiromyiformes (l'aye-aye)                                                              |
|  |                                                                                         |
|  | Lemuriformes (lémuriens)                                                                |
|  |                                                                                         |

|  | Chiromyiformes (l'aye-aye) |
|  |                            |
|  | Lemuriformes (lémuriens)   |
|  |                            |

|  | Simiiformes (singes)    |
|  |                         |
|  | Tarsiiformes (tarsiers) |
|  |                         |

|  | Lorisiformes (loris, galagos…)                                                          |
|  |                                                                                         |
|  | \| \| Chiromyiformes (l'aye-aye) \| \| \| \| \| \| Lemuriformes (lémuriens) \| \| \| \| |
|  |                                                                                         |
|  | Chiromyiformes (l'aye-aye)                                                              |
|  |                                                                                         |
|  | Lemuriformes (lémuriens)                                                                |
|  |                                                                                         |

|  | Chiromyiformes (l'aye-aye) |
|  |                            |
|  | Lemuriformes (lémuriens)   |
|  |                            |

La classification du fossile par Franzen et al. en mai 2009 comme chaînon manquant vers les Haplorrhiniens a été démentie en octobre 2009 par Erik Seiffert et al., qui l'a renvoyé chez les Adapiformes, un infra-ordre éteint de Strepsirrhiniens, jugé basal par rapport aux Lemuriformes et aux Lorisiformes.
Darwinius est aujourd'hui rangé parmi les Notharctidae, l'une des trois familles d'Adapiformes avec les Adapidae et les Sivaladapidae.